# Katie Morgan
Katie Morgan (nascida Sarah Carradine, Condado de Orange Los Angeles, Califórnia, 17 de março de 1980) é uma atriz pornográfica norte-americana e e atualmente apresentadora de um talk-show em rádio.

## Carreira
Morgan inicialmente entrou na indústria pornô como um meio para pagar sua fiança e barganha depois de ser presa em 2000, pelo transporte de mais de 45 kg de maconha do México para o Estados Unidos. Sua primeira cena de sexo estava em Dirty Debutantes 197 de Ed Powers.
Ela tem sido destaque na HBO A Xtra Real Sex: Pornucopia - Going Down in the Valley, Katie Morgan em Sex Toys, Katie Morgan: Porn 101, Questions, Katie Morgan's Sex Tips: Questions, Anyone?, e no documentário da HBO Katie Morgan: A Porn Star Revealed, em que ela descreve ter escolhido o sobrenome Morgan, em referência à bebida alcoólica de Rum Captain Morgan e o primeiro nome Katie, em referência ao primeiro nome de Scarlett O'Hara em Gone with the Wind. Ela normalmente vai sediar tais shows completamente nu, exceto por um par de saltos altos.
Morgan foi entrevistado em rádios FM várias banda e Sirius Satellite Radio shows, recentemente, em King Dude, The Mike Church Show, bem como a XM Satellite Radio no Opie & Anthony Mostrar estrelado por Jim Norton. Durante vários anos, ela co-organizou a mostra de Wanker na estação da rádio internet adulta KSEXradio.com.
Em 2008, Morgan fez uma aparição na série da HBO Entourage atuando como ela mesma. Ela fez sua primeira dominante filme aparição na comédia de Kevin Smith de 2008, Zack and Miri Make a Porno, estrelado por Seth Rogen e Elizabeth Banks. Naquele momento, ela não oficialmente aposentado filmes adultos. Ele foi oficializada quando se casou um ano depois.
Ela atualmente apresenta Having Sex, With Katie Morgan, todas as noites de sexta-feira 09:00 em SIR! na Smodcast.com

### Prêmios e indicações
Morgan era um candidato para o AVN Best New Starlet Award de 2003.
Ela ganhou em 2005 o X-Rated Critics Organization Award para Unsung Siren, e foi nomeada O Jenna Jameson Crossover Star Of The Year em 2009 no AVN Awards.

## Vida pessoal
Katie nasceu e foi criado em Reseda, Los Angeles, Califórnia, em uma família extremamente religiosa. Ela foi educado em casa para a totalidade de sua carreira escolar. Ela afirma ter perdido a virgindade aos 16 anos com seu primeiro namorado em um estacionamento da igreja onde ela estava ensinando na Escola Dominical. Ela casou primeiro em 1998 aos 18 anos com outro homem a quem ela havia conhecido desde os 12 anos de idade no acampamento da igreja. (Eles também estavam na mesma equipe de Quiz sobre a Bíblia campeã Nacional do Estado). Cerca de um mês depois de se casar, eles começaram a praticar uma relação aberta através de "três formas" e "balançando". Pouco depois de sua prisão devido a maconha, o marido entrou para a Força Aérea, deixando-a para viver com seu advogado. Seis meses mais tarde, através de um cliente atriz adulta do advogado chamado Lola, Katie entrou no negócio de filmes adultos. Cerca de um ano depois, ela e seu marido se separaram, oficialmente se divorciando em 2009. Aos 24 anos, ela conseguiu um aumento de mama, a fim de obter mais trabalhos em filmes adultos. Ela já se casou com Jim Jackman, que ela conheceu no set de Zack and Miri Make a Porno. Seu casamento foi oficializado por Kevin Smith, que introduziu Katie para Jim.

## Prêmios
- 2005 XRCO Award para Unsung Siren[6]
- 2009 AVN Award para Crossover Star Of The Year[7]
- 2009 Mr. Skin Anatomy Award para Best Porn Star Gone Hollywood – Zack and Miri Make a Porno[10]

## Filmografia selecionada
- Extreme Teen 17 (2001)
- Babysitter 10 (2002)
- Chasing the Big Ones 12 (2002)
- Whore of the Rings 2 (2003)
- SpaceNuts (2004)
- Sophia's All Girl Violation (2006)
- Another Man's Wife (2007)
- Zack and Miri Make a Porno - Stacey - (2008)
- Desperate Housewives All Stars (2009)
- Shoot the Hero (2010)